# Вознесенская церковь (Короп)
Вознесенская церковь — православный храм в посёлке Короп Черниговской области, памятник архитектуры национального значения.

## История
Постановлением Совета Министров УССР от 24.08.1963 № 970 «Про упорядочение дела учёта и охраны памятников архитектуры на территории Украинской ССР» («Про впорядкування справи обліку та охорони пам’ятників архітектури на території Української РСР») присвоен статус памятник архитектуры республиканского значения с охранным № 839.
Установлена информационная доска.

## Описание
Церковь построена в 1764 году на средства атамана Петра Юркевича. По её принципу в период 1772—1774 годы была построена Троицкая церковь.
При храме работали школа и госпиталь, три лавки и двор на базарной площади.
Каменный, башнеобразный, тетраконхового типа — центрический храм с четырёхлепестковым планом: к квадратному внутреннему подкупольному помещению примыкают четыре апсиды (выступы полуциркульные в плане). Грани основного объёма завершаются фронтонами. Над основным объёмом возвышается восьмигранная башня (восьмерик) под куполом с главкой. Имеются пристройки со стороны апсид.
Внутри храма сохранились фрагменты масленой росписи конца XVIII века.